# Samsunspor
El Samsunspor es un club de fútbol turco de la ciudad de Samsun en la provincia homónima. Fue fundado en 1965 y a partir de la temporada 2023/24 juega en la Superliga de Turquía, primera división de Turquía.

## Estadio

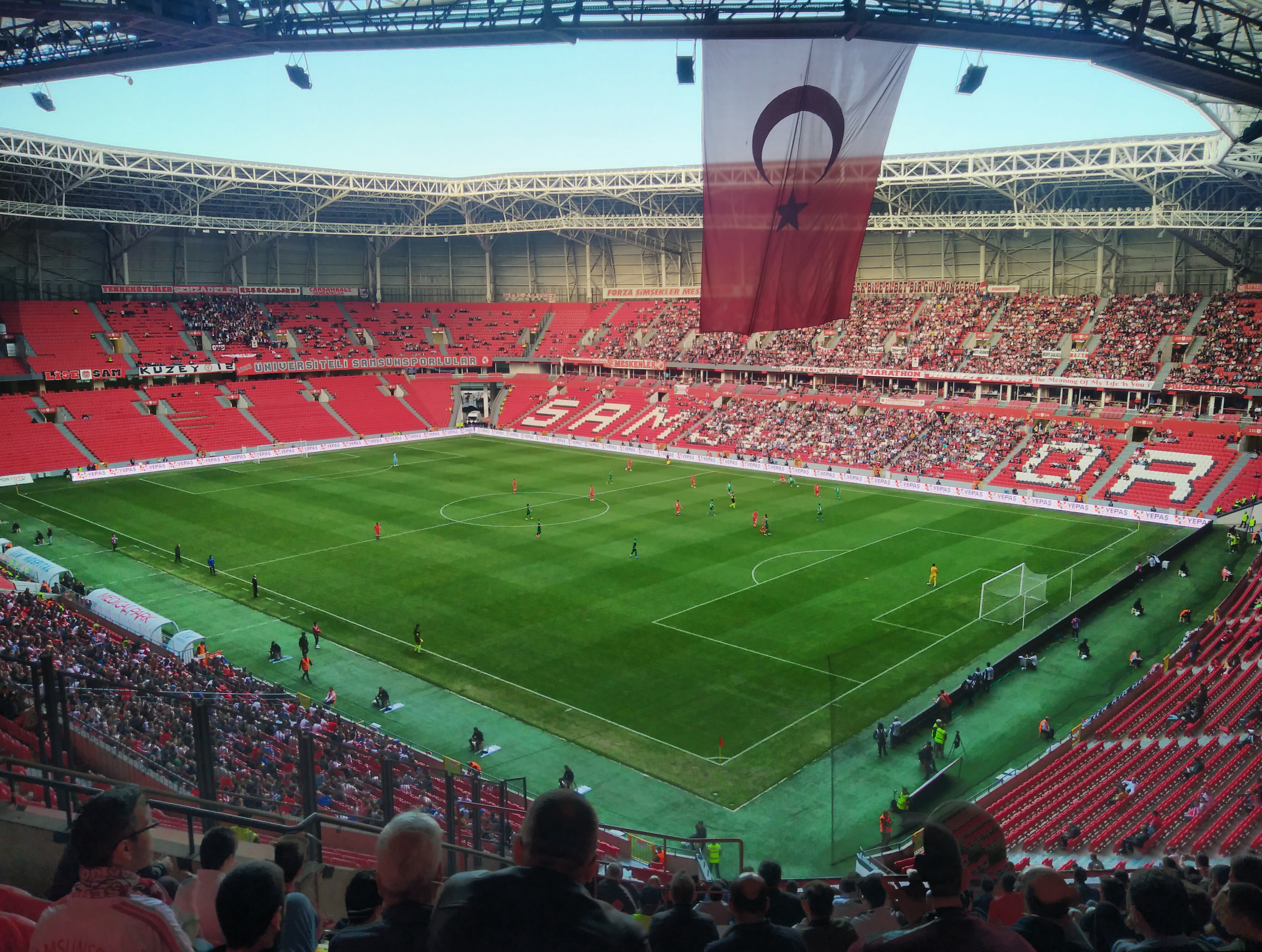
Estadio Samsun.

Desde 2017 utiliza el Estadio de Samsun o Nuevo Estadio Samsun 19 Mayıs, que cuenta con capacidad para 33.900 personas. Hasta 2017 utilizó el antiguo Estadio Samsun 19 Mayıs demolido en 2018.

## Datos del club
- Temporadas en 1ª: 30
- Temporadas en 2ª: 23
- Temporadas en 3°: 2

## Palmarés

### Torneos Nacionales
- TFF Primera División (6): 1975-76, 1981-82, 1984-85, 1990-91, 1992-93, 2022-23
- TFF Segunda División (1): 2019-20

### Torneos internacionales
- Balkans Cup (1): 1993–94

## Participación en competiciones de la UEFA

### UEFA Intertoto Cup
| Temporada | Ronda          | Club           | Casa | Visita | Global   |
| --------- | -------------- | -------------- | ---- | ------ | -------- |
| 1997      | Fase de grupos | Odense         | 2–0  |        | 2° Lugar |
| 1997      | Fase de grupos | Kaunas         |      | 1–0    | 2° Lugar |
| 1997      | Fase de grupos | Leiftur        | 3–0  |        | 2° Lugar |
| 1997      | Fase de grupos | Hamburg        |      | 1–3    | 2° Lugar |
| 1998      | 2              | Lyngby         | 3–0  | 1–3    | 4–3      |
| 1998      | 3              | Crystal Palace | 2–0  | 2–0    | 4–0      |
| 1998      | Semifinales    | Werder Bremen  | 0–3  | 0–3    | 0–6      |

### Balkans Cup
| Temporada | Rounda         | Club                 | Casa | Visita | Global   |
| --------- | -------------- | -------------------- | ---- | ------ | -------- |
| 1987-88   | Fase de grupos | Sliven               | 2–0  | 0–7    | 2° Lugar |
| 1987-88   | Fase de grupos | Iraklis Thessaloniki | 6–1  | 3–4    | 2° Lugar |
| 1993-94   | SemiFinales    | Pirin Blagoevgrad    | 0–0  | 4–1    | 4-1      |
| 1993-94   | Final          | PAS Giannina         | 3–0  | 2–0    | 5-0      |